# Перицентр

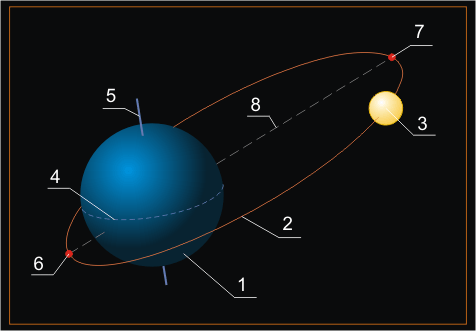
1 Земля, 2 орбіта супутника, 3 супутник Землі, 4 лінія земного екватора, 5 вісь обертання Землі, 6 перигей, 7 апогей, 8 лінія апсид

Перице́нтр (від грец. περί — біля, грец. κεντρον — осереддя), також періа́псис — точка орбіти небесного тіла, найближча до центрального тіла, навколо якого здійснюється рух. Найвіддаленішу від центрального тіла точку орбіти називають апоцентром. 
Лінія апсид — лінія, що сполучає перицентр і апоцентр; для еліптичної орбіти лінія апсид збігається з великою віссю еліпса. 
Для деяких орбіт перицентр має особливі назви:
- На навколоземних орбітах (Місяця, штучних супутників Землі) цю точку називають перигеєм.
- На орбітах навколо Місяця — периселенієм.
- На орбітах навколо Сонця найближчу точку орбіти називають перигелієм[2].
- На орбітах навколо Юпітера найближчу до планети точку орбіти називають перийовієм.
- На орбітах подвійних зір — періастром.
- На галактичних орбітах — перигалактіоном.